# Симфонія (печера, Казахстан)
Симфонія (рос. Симфония) — печера в Казахстані, на плато Боролдайтау, південно-східні відроги Сирдар'їнського Каратау гірської системи Тянь-Шань. Печера вертикального типу простягання. Загальна протяжність — невідома. Глибина печери становить 55 м. Категорія складності проходження ходів печери — 1.